# DDR-Oberliga 1966-1967
L'edizione 1966-67 della DDR-Oberliga è stato il ventesimo campionato di massimo livello in Germania Est. Ostdeutschland

## Avvenimenti
Il campionato che iniziò il 6 agosto 1966 vide l'alternarsi in vetta, tra la quinta e la settima giornata, del Lokomotive Lipsia, dell'Hansa Rostock e del Karl-Marx-Stadt. Quest'ultima squadra di lì in poi occupò stabilmente la vetta della classifica concludendo imbattuto il girone di andata a +2 dall'Hansa Rostock. Nel girone di ritorno il Karl-Marx-Stadt, pur subendo qualche battuta di arresto, rimase stabilmente in vetta assicurandosi il titolo alla ventitreesima giornata, in cui arrivò a +8 sul Lokomotive Lipsia. Alla penultima giornata si decisero i verdetti in zona retrocessione: assieme ad un Wismut Gera penalizzato di due punti e da tempo giacente sul fondo, retrocesse la Dinamo Berlino.

## Classifica finale
|  |     | DDR-Oberliga 1966-67 | Pt | G  | V  | N | P  | GF | GS | DR  |
|  | --- | -------------------- | -- | -- | -- | - | -- | -- | -- | --- |
|  | 1.  | Karl-Marx-Stadt      | 37 | 26 | 14 | 9 | 3  | 39 | 23 | +16 |
|  | 2.  | Lokomotive Lipsia    | 30 | 26 | 14 | 2 | 10 | 39 | 32 | +7  |
|  | 3.  | Motor Zwickau        | 27 | 26 | 9  | 9 | 8  | 41 | 26 | +15 |
|  | 4.  | Dinamo Dresda        | 27 | 26 | 11 | 5 | 10 | 35 | 31 | +4  |
|  | 5.  | Carl Zeiss Jena      | 27 | 26 | 11 | 5 | 10 | 31 | 29 | +2  |
|  | 6.  | Union Berlino        | 27 | 26 | 9  | 9 | 8  | 33 | 35 | -3  |
|  | 7.  | Lokomotive Stendal   | 27 | 26 | 11 | 5 | 10 | 39 | 44 | -5  |
|  | 8.  | Vorwärts Berlino     | 26 | 26 | 10 | 6 | 10 | 43 | 34 | +9  |
|  | 9.  | Wismut Aue           | 26 | 26 | 11 | 4 | 11 | 45 | 43 | +2  |
|  | 10. | Hansa Rostock        | 26 | 26 | 9  | 8 | 9  | 27 | 27 | 0   |
|  | 11. | Hallescher           | 26 | 26 | 11 | 4 | 11 | 38 | 41 | -3  |
|  | 12. | Chemie Lipsia        | 25 | 26 | 9  | 7 | 10 | 35 | 38 | -3  |
|  | 13. | BFC Dynamo           | 21 | 26 | 6  | 9 | 11 | 28 | 40 | -12 |
|  | 14. | Wismut Gera          | 10 | 26 | 4  | 4 | 18 | 27 | 57 | -30 |

### Verdetti
- Karl-Marx-Stadt campione della Germania Est 1966-67. Qualificato in Coppa dei Campioni 1967-68.
- Motor Zwickau qualificato in Coppa delle Coppe 1967-68
- Lokomotive Lipsia qualificata in Coppa delle Fiere 1967-68
- Dinamo Berlino e Wismut Gera retrocesse in DDR-Liga.

### Squadra campione
- Fritz Feister (26)
- Manfred Hambeck (26)
- Peter Müller (26)
- Joachim Posselt (26/4)
- Eberhard Schuster (26/7)
- Albrecht Müller (24/1)
- Eberhard Vogel (24/5)
- Rolf Steinmann (23/10)

- Dieter Erler (21/5)
- Manfred Lienemann (21/7)
- Klaus Rüdrich (18)
- Claus Kreul (9)
- Friedrich Hüttner (7)
- Manfred Matyschik (6)
- Hans-Heinrich Wolf (2)
- Volker Benes (1)

- Allenatore:  Horst Scherbaum

## Record

### Capoliste solitarie
- 4ª-5ª giornata:  Lokomotive Lipsia
- 6ª giornata:  Hansa Rostock
- 7ª-26ª giornata:  Karl-Marx-Stadt

### Club
- Maggior numero di vittorie:  Karl-Marx-Stadt e  Lokomotive Lipsia (14)
- Minor numero di sconfitte:   Carl Zeiss Jena (3)
- Migliore attacco:  Wismut Aue (45 gol fatti)
- Miglior difesa:  Karl-Marx-Stadt (23 gol subiti)
- Miglior differenza reti:  Karl-Marx-Stadt (+16)
- Maggior numero di pareggi:  Sachsenring Zwickau (10)
- Minor numero di pareggi:  Wismut Gera (4)
- Maggior numero di sconfitte:  Wismut Gera (18)
- Minor numero di vittorie:  Wismut Gera (4)
- Peggior attacco:  Wismut Gera e  Hansa Rostock (27 gol fatti)
- Peggior difesa:  Wismut Gera (57 gol subiti)
- Peggior differenza reti:  Wismut Gera  (-30)

### Classifica cannonieri
|  | Gol | Marcatore         | Squadra            |
|  | --- | ----------------- | ------------------ |
|  | 17  | Hartmund Rentzsch | Motor Zwickau      |
|  | 14  | Ernst Einsiedel   | Wismut Aue         |
|  | 14  | Bernd Bauchspieß  | Chemie Lipsia      |
|  | 13  | Gerd Backhaus     | Lokomotive Stendal |
|  | 13  | Henning Frenzel   | Lokomotive Lipsia  |
|  |     |                   |                    |